# Casa del Gremi de Revenedors
La Casa del Gremi de Revenedors és un edifici situat a la plaça del Pi i el carrer de Petrixol de Barcelona, catalogat com a bé cultural d'interès local.

## Història
El 1780, el notari Baltasar Oliveras i de la Plana i la seva germana Rosa, propietaris de la casa del carrer de Petritxol contigua a la del Gremi, van demanar permís per a reconstruir-la. Poc després, els comissionats d'aquest van fer el mateix amb la seva, i novament l'any següent per aixecar-la fins a l'alçada de 94 pams i mig.
El 1916, la planta baixa es va convertir en un únic local comercial, que va construir-hi la façana-aparador actual. A finals del segle xx, els esgrafiats foren restaurats i se'n van simplificar alguns detalls, eliminant els grans gerros de l'últim pis.

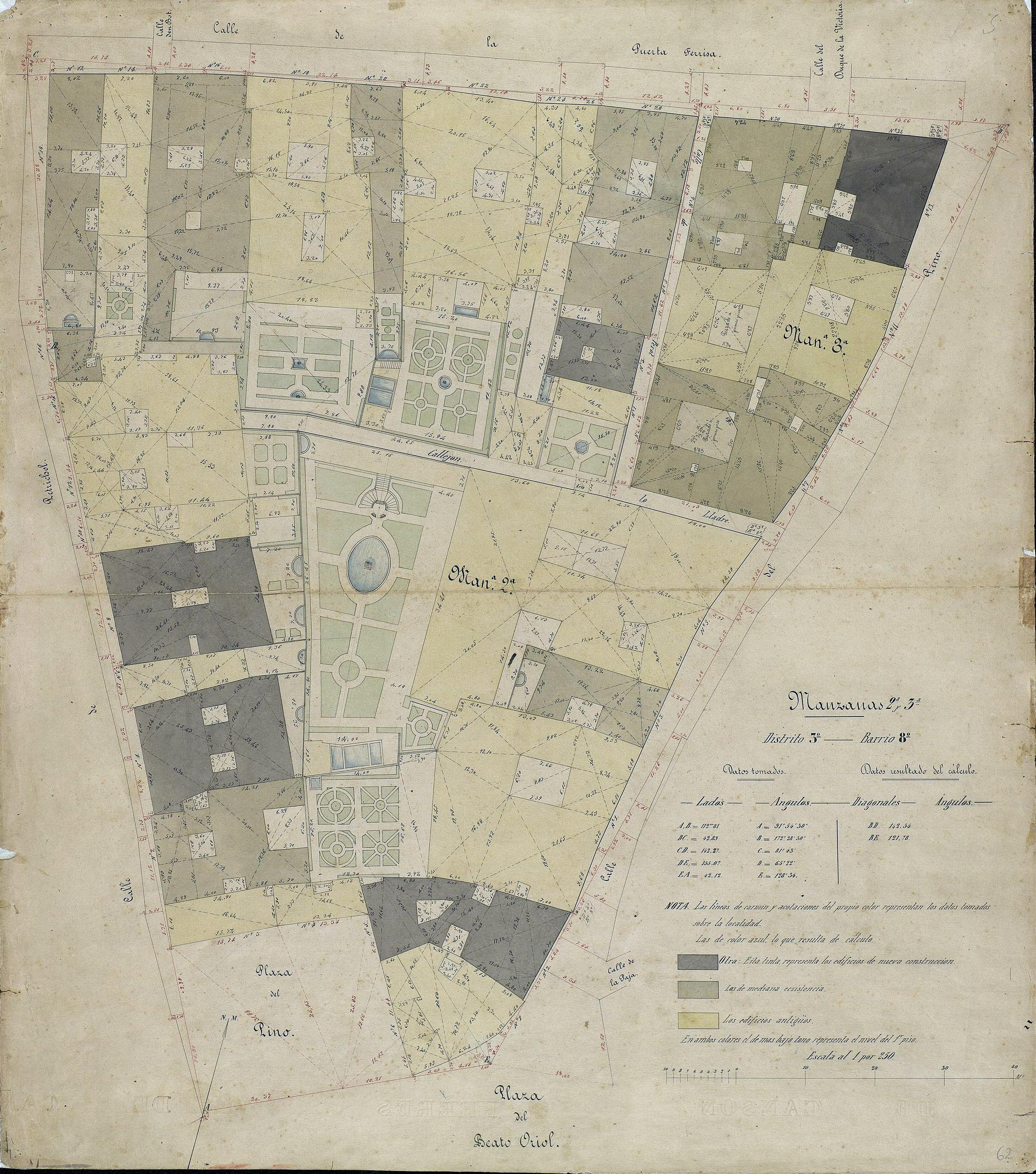
Quarteró núm. 62 de Garriga i Roca (c. 1860)

## Descripció
Es tracta d'un edifici de planta baixa, entresòl, principal i tres pisos superiors, que malgrat la seva ampla façana a la plaça s'alça sobre una parcel·la molt poc profunda.
La façana principal forma una composició simètrica d'obertures amb dos eixos de balconeres, que ressalten la part central on s'ubica una fornícula flanquejada per semicolumnes i entaulament amb frontó, amb la figura del patró del gremi, Sant Miquel, als peus de la qual hi un medalló amb la data 1685. L'escultura és moderna (1957), i substitueix la que degué desaparèixer durant la Guerra Civil espanyola.
Aquest conjunt és d'un classicisme rigorós, per bé que està voltat de flors i garlandes. Envoltant a aquest grup de balcons centrals se situen la resta d'obertures; finestres amb emmarcaments de pedra de geometria extremadament austera. L'escala d'accés als pisos se situa a l'extrem dret expressant-se com un altre eix vertical, similar als altres però de finestres més reduïdes per il·luminació de l'escala. L'element més expressiu de la façana són els esgrafiats, datats del 1781. Aquests s'estructuren per plantes, separades per divisòries, i representen figures d'àngels sobre núvols, garlandes florals envoltant imatges d'instruments musicals i en la part central, a sobre del frontó, un túmul honorífic.
La façana lateral del carrer de Petrixol és molt simple en comparació amb la principal, disposant d'un únic eix d'obertures al fons de la parcel·la deixant un gran àrea cega on els esgrafiats són l'únic element expressiu. Val a dir que és en aquesta zona cega on encara es poden veure els esgrafiats anteriors a la restauració i que possiblement siguin originals. Hi ha una auca catalana en un panell de rajoles esmaltades: l'auca del senyor Esteve.
La seva coberta és plana amb un ampit d'obra que serveix de barana. Aquest coronament de l'edifici està format per una cornisa de pedra amb motllures de gola, sobre del qual se situa l'ampit, on destaquen els esgrafiats en forma de balustrada. L'estructura és trencada pel badalot de l'escala que sobresurt de la cornisa produint una discontinuïtat amb l'ampit corregut perimetral.
El revestiment de la planta baixa en la part que resta vista és un senzill esgrafiat representant una obra de fàbrica de carreus. L'element protagonista d'aquesta planta és la façana-aparador que sobresurt mig metre del pla de façana. Aquest element modernista superposat està construït completament amb fusta i vidre i ocupa la major part de l'amplada de la planta baixa.
Com a elements arquitectònics associats podem destacar el treball de ferro de forja de línies molt senzilles en la barana dels balcons i els seus suports.